# فهد العصيعص
فهد العصيعص (ولد في 23 فبراير 1990) هو لاعب كرة قدم سعودي .
لعب سابقاً لأندية التقدم والبدائع و الدرعية و السد.